# Mykola Zerov
Mykola Kosťantynovyč Zerov (ukrajinsky Микола Костянтинович Зеров) (26. dubna 1890 Ziňkiv, dnes Poltavská oblast Ukrajiny – 3. listopadu 1937 Sandarmoh, Karelská republika, Rusko) byl ukrajinský literární vědec, literární kritik, básník a překladatel, vůdčí osobnost literárního uskupení neoklasiků.

## Život

### Dětství a studium
Mykola Zerov se narodil ve vesnici Ziňkiv v tehdejší Poltavské gubernii v rodině učitele Kosťantyna Zerova, jeho matka pocházela z kozáckého rodu. Měl celkem čtyři bratry a dvě sestry. Bratr Mychajlo byl také básník a překladatel, publikoval pod pseudonymem Mychajlo Orest. V oblasti vědy působili také další bratři Kosťantyn, jenž byl hydrogeolog, a Dmytro - botanik.

Mladý Mykola započal se vzděláním v ziňkovské dvojtřídce, kde byl jeho spolužákem Pavlo Hubenko, pozdější známý spisovatel pod jménem Ostap Vyšňa. Od roku 1900 studoval na gymnáziu v Ochtyrce. V roce 1903 byl otec převelen do Perejaslavi, proto jeho syn přestoupil na 1. gymnázium v Kyjevě. Poté studoval na historicko-filologické fakultě kyjevské Univerzity sv. Vladimíra, kde absolvoval v květnu 1914 prací na téma historický význam letopisu Hryhorije Hrabjanky.

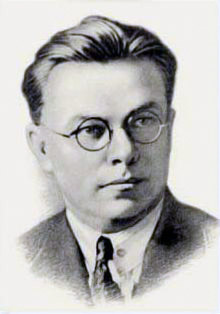
Mykola Zerov

### Počátky kariéry
Jeho prvním působištěm se stalo gymnázium v obci Zlatopil na rozmezí Kyjevské a Chersonské gubernie. Zde 3 roky vyučoval dějepis, literaturu a latinu. V roce 1917 se vrátil do Kyjeva a začal vyučovat latinu na 2. gymnáziu Cyrilometodějského bratrstva. Zároveň také působil v redakci časopisu Knyhar, díky čemuž měl přehled o dění v literárních kruzích. V roce 1920 vyšla jeho první publikace Antolohija rymskoji poeziji, v níž ve vlastních překladech přiblížil díla Catulla, Vergilia, Horatia, Ovidia, Martiala a dalších autorů. Obálku ke knize vytvořil tehdejší rektor ukrajinské akademie umění Heorhij Narbut. Kromě toho v témže roce vyšla také sbírka literárních statí Nova ukrajinska poezija. Roku 1920 se oženil se Sofijí Lobodou.
Už v roce 1921 opět Zerov změnil své působiště. Tentokrát se přestěhoval do obce Baryšivka v Kyjevské gubernii, kde vyučoval na sociálně-ekonomické střední škole. Spolu s ním zde působili také Jurij Klen a Pavlo Fylypovyč, základ budoucího hnutí neoklasiků. Tady mají svůj původ všechny sonety jediné sbírky Zerovovy původní tvorby Kamena (1924) a spisovatel zde podle svých slov prožil nejšťastnější období svého života. Roku 1924 se mu též narodilo jediné dítě, syn Kosťantyn.

### Neoklasici
V roce 1923 se Zerov vrátil do Kyjeva a začal působit na Kyjevském institutu lidové osvěty. V té době poznal Maksyma Rylského a Mychajla Draje-Chmaru, s nimiž založil hnutí neoklasiků (spolu s Klenem a Fylypovyčem). Společně usilovali o vysoké umění, dokonalost formy a přiblížení ukrajinské literatury světové tradici. Na vznikající celoukrajinskou diskusi o směřování literatury odpověděl Zerov sborníkem Do džerel (1925).

### 30. léta 20. století
9. března 1930 začal v Charkově proces s tzv. Spilkoju vyzvolennja. Z příslušnosti k této teroristické organizaci, jež patrně nikdy neexistovala, bylo obviněno 45 vědců a představitelů kultury včetně tehdejšího viceprezidenta Akademie věd Serhije Jefremova. Mykola Zerov při procesu, který předznamenával budoucí události, vystupoval jako svědek. V průběhu následujících let byli uvězněni i další spisovatelé, jako například Borys Antonenko-Davydovyč, Valerjan Pidmohylnyj či Jevhen Plužnyk.

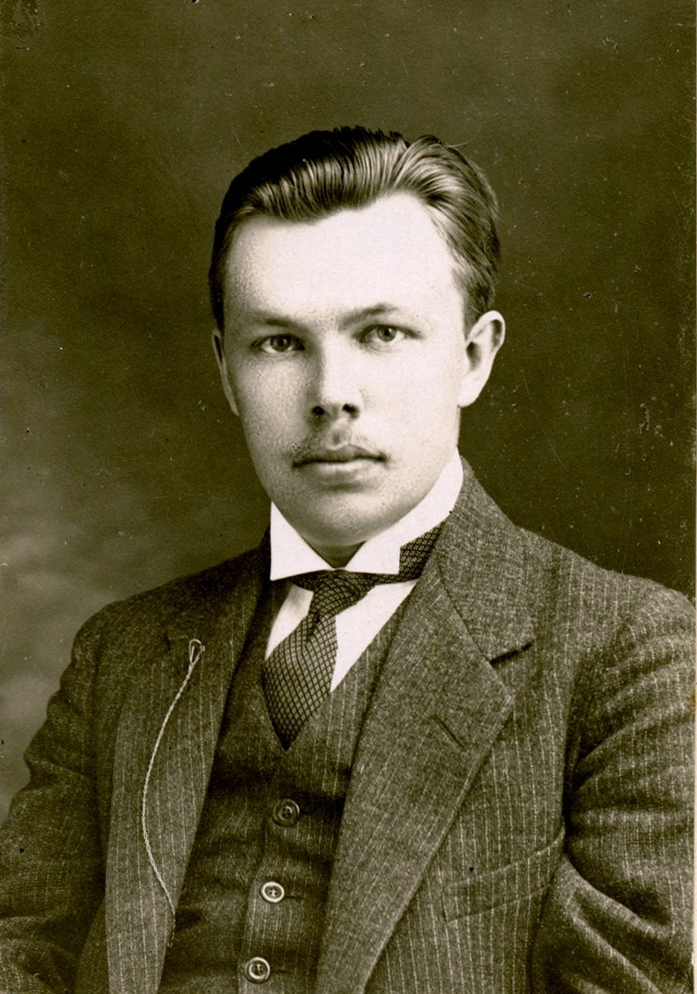
Mykola Zerov (1915)

V roce 1933 dostal Zerov zákaz publikovat, nadále ale mohl působit na univerzitě. Spolu s Fylypovyčem byli také nuceni ke kritice těch děl, jež nevyhovovala stranické linii. V květnu téhož roku spáchal sebevraždu jiný literát Mykola Chvyljovyj. Od podzimu 1934 nesměl Zerov vyučovat na univerzitě, od 1. listopadu ani vědecky pracovat. Téhož dne podlehl spále jeho syn, jemuž věnoval báseň To buv ščaslyvyj desjaťlitnij son! Proto se na konci roku 1934 Zerov rozhodl pro odjezd do Moskvy.

### Zatčení a odsouzení

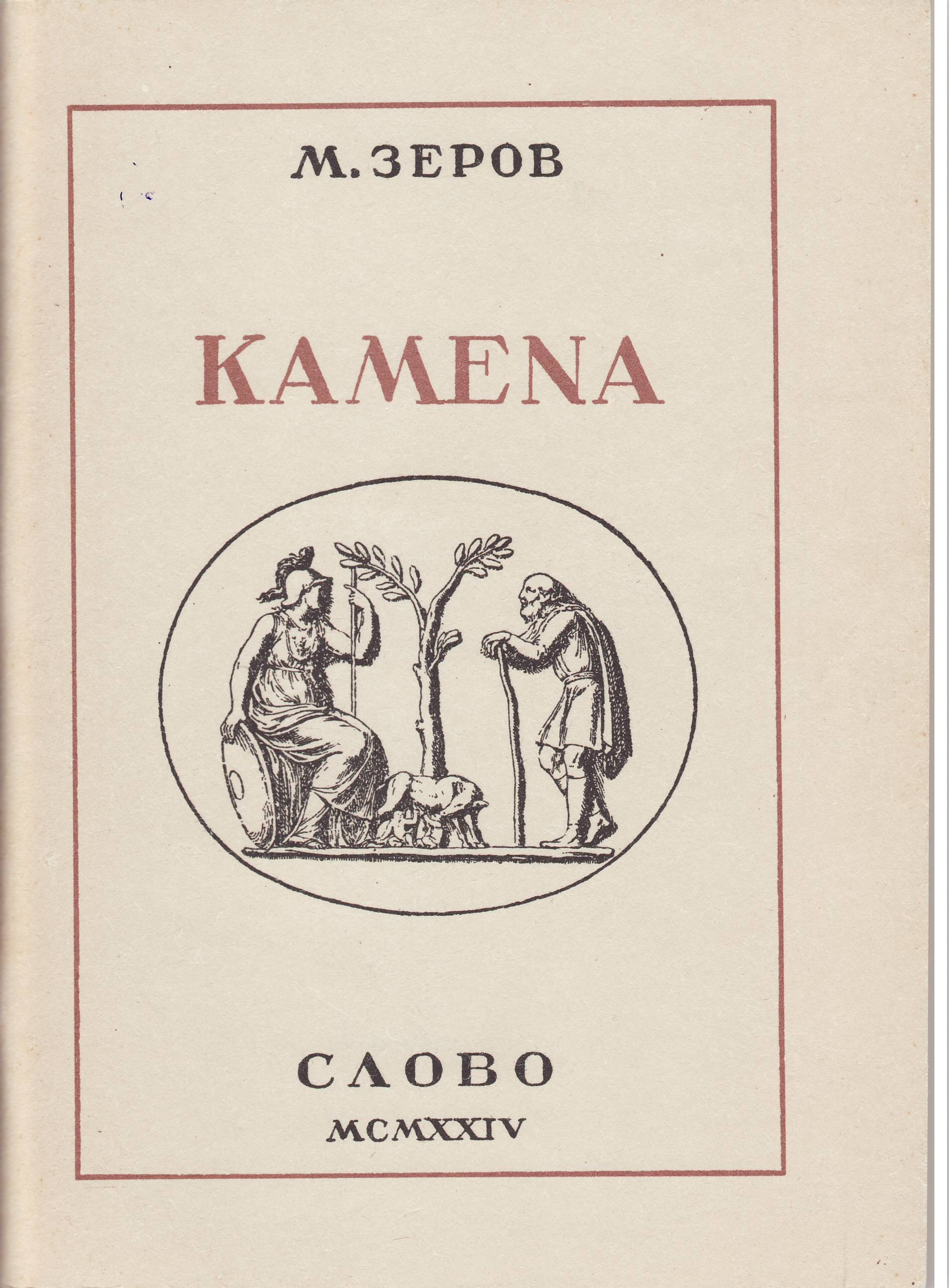
Dílo M. Zerova 'Kamena'

Od počátku roku 1935 pobýval Zerov u přátel v obci Puškino nedaleko Moskvy. Tady pracoval na překladu Borise Godunova a Aeneidy. Právě zde byl také v noci z 27. na 28. dubna 1935 zatčen tajnou policií. 20. května toho roku se opět vrací do Kyjeva, tentokrát už jako vězeň. Přitížily mu publikace, jež u něj byly nalezeny při domovní prohlídce - jedna z nich s věnováním tehdy již zastřeleného Hryhorije Kosynky a druhou byl román Čorna rada od Pantelejmona Kuliše také považovaného za antisovětského básníka. Z příslušnosti k "Zerovově skupině" bylo obviněno celkem 6 osob včetně Pavla Fylypovyče.
V červenci roku 1935 se Zerov při výslechu rozhovořil a existenci teroristické skupiny připustil. Proces probíhal na počátku února 1936 neveřejně a bez účasti obhajoby. Verdikt nad celou skupinou zněl 10 let v nápravně pracovním táboře a konfiskace veškerého majetku. K deportaci do Soloveckého tábora zvláštního určení došlo v červnu téhož roku. Zerov byl uznán málo práceschopným, proto zpočátku uklízel tábor, následně byl dokonce přidělen do knihovny. Ve volných chvílích stále pracoval na překladu Aeneidy a učil se také italsky. Podle svědectví spoluvězně měl nezlomný charakter.
V létě roku 1937 došlo v táboře k utužení režimu. 9. října 1937 byl na příkaz Nikolaje Ježova původní rozsudek revidován a zpřísněn na trest smrti zastřelením. Poprava Zerova a také Fylypovyče byla vykonána 3. listopadu 1937. Manželce nic oznámeno nebylo, na dotaz otce přišla odpověď, že Zerov zemřel v nemocnici. Mykola Zerov byl rehabilitován až posmrtně, dne 31. března 1958.

## Dílo
Mykola Zerov publikoval 86 sonetů a alexandrinů. Kromě toho napsal celou řadu literárněteoretických, literárněhistorických a literárněkritických prací, překládal zejména z římské, francouzské a ruské poezie.
- Antolohija rymskoji poeziji (1920; Antologie římské poezie) - čítanka antických autorů
- Nova ukrajinska poezija (1920; Nová ukrajinská poezie)
- Kamena (1924; Uměna)
- Nove ukrajinske pysmenstvo (1924; Moderní ukrajinské písemnictví) - 1. díl zamýšlených dějin ukrajinské literatury
- Do džerel (1926; K pramenům)
- Vid Kuliša do Vynnyčenka (1929; Od Kuliše po Vynnyčenka)
- Vybrane (1966; Vybrané)
- Tvory (1990; Díla)